# Coleophora absinthivora
Coleophora absinthivora é uma espécie de mariposa do gênero Coleophora pertencente à família Coleophoridae.